# Глагол в испанском языке
Глагол в испанском языке отличается богатством форм, как флективных (унаследованных от классической латыни), так и аналитических, развившихся в более позднее время. Широко распространены также временны́е формы с участием герундия и глагольные перифразы. Имеет 16 грамматических времён, распределяющихся по 2 наклонениям: изъявительному (10 времен) и сослагательному (6) (до 1973 года выделялись также 2 формы условного наклонения, впоследствии они были включены в изъявительное).
 Формы повелительного наклонения глаголов отличаются смешением чистого императива с субъюнктивом в зависимости от лица и числа и неодинаковы для аффирматива и негатива. Своеобразной чертой испанского глагола является сосуществование двух глаголов со значением «быть»: ser и estar, которые, впрочем, довольно чётко разграничены по сферам употребления. Имеются также 3 неличные формы глагола: причастие прошедшего времени страдательного залога, герундий и инфинитив, 2 залога: действительный и страдательный, образуемый от личной формы глагола ser + причастие основного глагола. Страдательно-возвратная форма состоит из глагола в действительном залоге и возвратного местоимения se. Исторически, процессы формальной стандартизации испанского языка затрагивали в первую очередь фонетику, орфографию и орфоэпию и практически не касались грамматики, синтаксиса и морфологии. Эти послабления способствовали развитию и закреплению в языке длительных времён момента речи настоящего, прошедшего и будущего времени.

## Структура глагольной системы испанского языка
В испанском языке глагол имеет следующие категории:
1. лицо;
2. число;
3. время;
4. наклонение;
5. залог.

Временные формы глагола можно разделить на простые и сложные:
- Простые образуются путём изменения окончания (и иногда основы и позиции ударения): escribir (писать) — escribo (я пишу).
- Для образования сложных форм используется вспомогательный глагол haber в соответствующей временной форме в сочетании с причастием в форме мужского рода единственного числа: venir (приходить) — he venido (я пришёл).

К простым временным формам относятся:
- Presente de Indicativo;
- Pretérito Imperfecto de Indicativo;
- Pretérito Indefinido;
- Futuro Simple de Indicativo;
- Presente de Subjuntivo;
- Pretérito Imperfecto de Subjuntivo;
- Futuro Simple de Subjuntivo;
- Potencial Simple.

Сложные формы:
- Pretérito Perfecto de Indicativo;
- Pretérito Anterior de Indicativo;
- Pretérito Pluscuamperfecto de Indicativo;
- Futuro Perfecto de Indicativo;
- Pretérito Perfecto de Subjuntivo;
- Pretérito Pluscuamperfecto de Subjuntivo;
- Futuro Perfecto de Subjuntivo;
- Potencial Compuesto.

Кроме того, испанский глагол может иметь следующие неличные формы:
- инфинитив (простой — venir, и сложный — haber venido);
- причастие (venido);
- герундий (простой — viniendo и сложный — habiendo venido).

Таким образом, глагол в испанском имеет в сумме 10 простых и сложных времен в изъявительном наклонении. 6 из этих времен возможны в субъективном наклонении (или субхунтиве). Если считать формы герундия как за отдельные формы глагола, то всего в испанском языке насчитывается 96 временных форм глагола, поскольку каждое из 16 времен (изъявительное и субъективное наклонение) может использоваться с одним из 5 глаголов в конструкции с деепричастием (герундием). Всего возможно 16*6=96 комбинаций.

## Личные формы глагола

### Образование временных формизъявительного наклонения(Indicativo)
Каждый испанский глагол может быть отнесен к одному из трёх спряжений в зависимости от окончания инфинитива:
- глаголы, оканчивающиеся на -ar, — 1-е спряжение (hablar — говорить);
- глаголы, оканчивающиеся на -er, — 2-е спряжение (comer — есть);
- глаголы, оканчивающиеся на -ir, — 3-е спряжение (vivir — жить).

Большинство простых форм образуется от основы глагола. Для того, чтобы получить основу, достаточно отбросить инфинитивное окончание:
| Инфинитив | Основа |
| --------- | ------ |
| hablar    | habl-  |
| comer     | com-   |
| vivir     | viv-   |

Кроме того, все глаголы могут быть разделены на три группы:
- правильные глаголы (изменяющиеся по общим правилам);
- отклоняющиеся глаголы (имеющие отклонения от типового спряжения и объединяющиеся в так называемые группы отклонения в зависимости от типа неправильности);
- глаголы индивидуального спряжения (изменяющиеся по своим правилам и неподдающиеся группировке, их спряжение нужно просто заучить).

#### Presente de Indicativo
Presente de Indicativo правильных глаголов образуется путём прибавления к основе следующих окончаний:
|                       | 1 спр. | 2 спр. | 3 спр. |
| --------------------- | ------ | ------ | ------ |
| yo                    | -o     | -o     | -o     |
| tú                    | -as    | -es    | -es    |
| él, ella, ello, usted | -a     | -e     | -e     |
| nosotros(-as)         | -amos  | -emos  | -imos  |
| vosotros(-as)         | -áis   | -éis   | -ís    |
| ellos, ellas, ustedes | -an    | -en    | -en    |

|                       | hablar   | comer   | vivir   |
| --------------------- | -------- | ------- | ------- |
| yo                    | hablo    | como    | vivo    |
| tú                    | hablas   | comes   | vives   |
| él, ella, ello, usted | habla    | come    | vive    |
| nosotros(-as)         | hablamos | comemos | vivimos |
| vosotros(-as)         | habláis  | coméis  | vivís   |
| ellos, ellas, ustedes | hablan   | comen   | viven   |

#### Pretérito Imperfecto de Indicativo
Pretérito Imperfecto de Indicativo правильных глаголов образуется путём прибавления к основе следующих окончаний:
|                       | 1 спр.  | 2 и 3 спр. |
| --------------------- | ------- | ---------- |
| yo                    | -aba    | -ía        |
| tú                    | -abas   | -ías       |
| él, ella, ello, usted | -aba    | -ía        |
| nosotros(-as)         | -ábamos | -íamos     |
| vosotros(-as)         | -abais  | -íais      |
| ellos, ellas, ustedes | -aban   | -ían       |

|                       | hablar     | comer    | vivir    |
| --------------------- | ---------- | -------- | -------- |
| yo                    | hablaba    | comía    | vivía    |
| tú                    | hablabas   | comías   | vivías   |
| él, ella, ello, usted | hablaba    | comía    | vivía    |
| nosotros(-as)         | hablábamos | comíamos | vivíamos |
| vosotros(-as)         | hablabais  | comíais  | vivíais  |
| ellos, ellas, ustedes | hablaban   | comían   | vivían   |

Следующие 3 глагола имеют неправильные формы Pretérito Imperfecto de Indicativo:
|                       | ser (быть, являться) | ir (идти) | ver (видеть) |
| --------------------- | -------------------- | --------- | ------------ |
| yo                    | era                  | iba       | veía         |
| tú                    | eras                 | ibas      | veías        |
| él, ella, ello, usted | era                  | iba       | veía         |
| nosotros(-as)         | éramos               | íbamos    | veíamos      |
| vosotros(-as)         | erais                | ibais     | veíais       |
| ellos, ellas, ustedes | eran                 | iban      | veían        |

#### Pretérito Indefinido de Indicativo
Pretérito Indefinido de Indicativo правильных глаголов образуется путём прибавления к основе следующих окончаний:
|                       | 1 спр.  | 2 и 3 спр. |
| --------------------- | ------- | ---------- |
| yo                    | -é      | -í         |
| tú                    | -aste   | -iste      |
| él, ella, ello, usted | -ó      | -ió        |
| nosotros(-as)         | -amos   | -imos      |
| vosotros(-as)         | -asteis | -isteis    |
| ellos, ellas, ustedes | -aron   | -ieron     |

|                       | hablar (говорить) | comer (есть) | vivir (жить) |
| --------------------- | ----------------- | ------------ | ------------ |
| yo                    | hablé             | comí         | viví         |
| tú                    | hablaste          | comiste      | viviste      |
| él, ella, ello, usted | habló             | comió        | vivió        |
| nosotros(-as)         | hablamos          | comimos      | vivimos      |
| vosotros(-as)         | hablasteis        | comisteis    | vivisteis    |
| ellos, ellas, ustedes | hablaron          | comieron     | vivieron     |

Глаголы andar, caber, dar, decir, estar, haber, hacer, ir, poder, poner, querer, saber, ser, tener, traer, venir и их производные при образовании Pretérito Indefinido меняют основу, позицию ударения и окончания:
| Инфинитив                                                | Основа | Формы Pretérito Indefinido                                    |
| -------------------------------------------------------- | ------ | ------------------------------------------------------------- |
| Основа на -uv                                            |        |                                                               |
| andar (ходить, идти пешком)                              | anduv- | anduve, anduviste, anduvo, anduvimos, anduvisteis, anduvieron |
| estar (быть, находиться где-то)                          | estuv- | estuve, estuviste, estuvo, estuvimos, estuvisteis, estuvieron |
| tener (иметь)                                            | tuv-   | tuve, tuviste, tuvo, tuvimos, tuvisteis, tuvieron             |
| Меняют корневой гласный                                  |        |                                                               |
| dar (давать)                                             | di-    | di, diste, dio, dimos, disteis, dieron                        |
| caber (влезать, вмещаться)                               | cup-   | cupe, cupiste, cupo, cupimos, cupisteis, cupieron             |
| haber (иметься)                                          | hub-   | hube, hubiste, hubo, hubimos, hubisteis, hubieron             |
| hacer (делать)                                           | hic-   | hice, hiciste, hizo, hicimos, hicisteis, hicieron             |
| poder (мочь)                                             | pud-   | pude, pudiste, pudo, pudimos, pudisteis, pudieron             |
| saber (знать, уметь что-то делать)                       | sup-   | supe, supiste, supo, supimos, supisteis, supieron             |
| venir (приходить)                                        | vin-   | vine, viniste, vino, vinimos, vinisteis, vinieron             |
| Основа на -j                                             |        |                                                               |
| decir (говорить/сказать что-то)                          | dij-   | dije, dijiste, dijo, dijimos, dijisteis, dijeron              |
| traer (приносить)                                        | traj-  | traje, trajiste, trajo, trajimos, trajisteis, trajeron        |
| Основа на -s                                             |        |                                                               |
| poner (класть)                                           | pus-   | puse, pusiste, puso, pusimos, pusisteis, pusieron             |
| querer (хотеть)                                          | quis-  | quise, quisiste, quiso, quisimos, quisisteis, quisieron       |
| Глаголы ser и ir                                         |        |                                                               |
| ser = ir (имеют одинаковую форму в preterito imperfecto) | fu-    | fui, fuiste, fue, fuimos, fuisteis, fueron                    |

Глаголы на -ucir (traducir — переводить, producir — производить, conducir — вести (например, машину) etc.) спрягаются подобно глаголам decir и traer:
|                       | traducir     |
| --------------------- | ------------ |
| yo                    | traduje      |
| tú                    | tradujiste   |
| él, ella, ello, usted | tradujo      |
| nosotros(-as)         | tradujimos   |
| vosotros(-as)         | tradujisteis |
| ellos, ellas, ustedes | tradujeron   |

Если окончаниям -io/-ieron предшествует гласный, то данные окончания переходят в -yo/-yeron:
|                       | caer (падать) |
| --------------------- | ------------- |
| yo                    | caí           |
| tú                    | caíste        |
| él, ella, ello, usted | cayó          |
| nosotros(-as)         | caímos        |
| vosotros(-as)         | caísteis      |
| ellos, ellas, ustedes | cayeron       |

#### Futuro Simple de Indicativo
Futuro Simple de Indicativo правильных глаголов образуется путём прибавления к инфинитиву следующих окончаний, одинаковых для всех трёх спряжений:
| yo                    | -é    |
| tú                    | -ás   |
| él, ella, ello, usted | -á    |
| nosotros(-as)         | -emos |
| vosotros(-as)         | -éis  |
| ellos, ellas, ustedes | -án   |

|                       | hablar     | comer     | vivir     |
| --------------------- | ---------- | --------- | --------- |
| yo                    | hablaré    | comeré    | viviré    |
| tú                    | hablarás   | comerás   | vivirás   |
| él, ella, ello, usted | hablará    | comerá    | vivirá    |
| nosotros(-as)         | hablaremos | comeremos | viviremos |
| vosotros(-as)         | hablaréis  | comeréis  | viviréis  |
| ellos, ellas, ustedes | hablarán   | comerán   | vivirán   |

Окончания форм будущего времени восходят к формам настоящего времени глагола haber: amar + he > amaré, amar + has > amarás и т. д.
Некоторые глаголы при спряжении в будущем времени меняют основу:
- глаголы decir и hacer теряют слоги -ce- и -ci- соответственно (decir — diré, hacer — haré);
- глаголы caber, haber, saber, poder, querer теряют «e» в инфинитивном окончании (caber — cabré);
- poner, salir, tener, valer, venir имеют вставное «d» (poner — pondré).

Спряжение данных глаголов приведено в следующей таблице:
| Инфинитив                             | Основа | Формы Futuro Simple de Indicativo                     |
| ------------------------------------- | ------ | ----------------------------------------------------- |
| Теряют «ce», ci"                      |        |                                                       |
| hacer                                 | har-   | haré, harás, hará, haremos, haréis, harán             |
| decir                                 | dir-   | diré, dirás, dirá, diremos, diréis, dirán             |
| Теряют «e» в инфинитиве               |        |                                                       |
| caber                                 | cabr-  | cabré, cabrás, cabrá, cabremos, cabréis, cabrán       |
| haber                                 | habr-  | habré, habrás, habrá, habremos, habréis, habrán       |
| saber                                 | sabr-  | sabré, sabrás, sabrá, sabremos, sabréis, sabrán       |
| poder                                 | podr-  | podré, podrás, podrá, podremos, podréis, podrán       |
| querer                                | querr- | querré, querrás, querrá, querremos, querréis, querrán |
| Наращивают «d» перед инфинитивным «r» |        |                                                       |
| poner                                 | pondr- | pondré, pondrás, pondrá, pondremos, pondréis, pondrán |
| salir                                 | saldr- | saldré, saldrás, saldrá, saldremos, saldréis, saldrán |
| tener                                 | tendr- | tendré, tendrás, tendrá, tendremos, tendréis, tendrán |
| valer                                 | valdr- | valdré, valdrás, valdrá, valdremos, valdréis, valdrán |
| venir                                 | vendr- | vendré, vendrás, vendrá, vendremos, vendréis, vendrán |

#### Pretérito Perfecto de Indicativo
Pretérito Perfecto de Indicativo правильных глаголов образуется сочетанием вспомогательного глагола haber в Presente de Indicativo с причастием смыслового глагола (в форме мужского рода ед. числа):
|                       | hablar         | comer         | vivir         |
| --------------------- | -------------- | ------------- | ------------- |
| yo                    | he hablado     | he comido     | he vivido     |
| tu                    | has hablado    | has comido    | has vivido    |
| el, ella, ello, usted | ha hablado     | ha comido     | ha vivido     |
| nosotros(-as)         | hemos hablado  | hemos comido  | hemos vivido  |
| vosotros(-as)         | habéis hablado | habéis comido | habéis vivido |
| ellos, ellas, ustedes | han hablado    | han comido    | han vivido    |

#### Pretérito Pluscuamperfecto de Indicativo
Pretérito Pluscuamperfecto de Indicativo правильных глаголов образуется сочетанием вспомогательного глагола haber в Pretérito Imperfecto de Indicativo с причастием смыслового глагола (в форме мужского рода ед. числа):
|                       | hablar           | comer           | vivir           |
| --------------------- | ---------------- | --------------- | --------------- |
| yo                    | había hablado    | había comido    | había vivido    |
| tu                    | habías hablado   | habías comido   | habías vivido   |
| el, ella, ello, usted | había hablado    | había comido    | había vivido    |
| nosotros(-as)         | habíamos hablado | habíamos comido | habíamos vivido |
| vosotros(-as)         | habíais hablado  | habíais comido  | habíais vivido  |
| ellos, ellas, ustedes | habían hablado   | habían comido   | habían vivido   |

#### Pretérito Anterior de Indicativo
Pretérito Anterior de Indicativo правильных глаголов образуется сочетанием вспомогательного глагола haber в Pretérito Indefinido de Indicativo с причастием смыслового глагола (в форме мужского рода ед. числа):
|                       | hablar            | comer            | vivir            |
| --------------------- | ----------------- | ---------------- | ---------------- |
| yo                    | hube hablado      | hube comido      | hube vivido      |
| tu                    | hubiste hablado   | hubiste comido   | hubiste vivido   |
| el, ella, ello, usted | hubo hablado      | hubo comido      | hubo vivido      |
| nosotros(-as)         | hubimos hablado   | hubimos comido   | hubimos vivido   |
| vosotros(-as)         | hubisteis hablado | hubisteis comido | hubisteis vivido |
| ellos, ellas, ustedes | hubieron hablado  | hubieron comido  | hubieron vivido  |

### Образование временных форм сослагательного наклонения (Subjuntivo)

#### Presente de Subjuntivo
Presente de Subjuntivo правильных глаголов образуется путём прибавления к основе следующих окончаний:
|                       | 1 спр. | 2 спр. | 3 спр. |
| --------------------- | ------ | ------ | ------ |
| yo                    | -e     | -a     | -a     |
| tú                    | -es    | -as    | -as    |
| él, ella, ello, usted | -e     | -a     | -a     |
| nosotros(-as)         | -emos  | -amos  | -amos  |
| vosotros(-as)         | -éis   | -áis   | -áis   |
| ellos, ellas, ustedes | -en    | -an    | -an    |

|                       | hablar   | comer   | vivir   |
| --------------------- | -------- | ------- | ------- |
| yo                    | hable    | coma    | viva    |
| tú                    | hables   | comas   | vivas   |
| él, ella, ello, usted | hable    | coma    | viva    |
| nosotros(-as)         | hablemos | comamos | vivamos |
| vosotros(-as)         | habléis  | comáis  | viváis  |
| ellos, ellas, ustedes | hablen   | coman   | vivan   |

#### Pretérito Imperfecto de Subjuntivo
Показателями Pretérito Imperfecto de Subjuntivo являются взаимозаменяемые суффиксы -ra- или -se-. Формы на -ra- более употребительны в современном языке.
Pretérito Imperfecto de Subjuntivo правильных глаголов образуется путём прибавления к основе следующих аффиксов:
|                       | 1 спр.  | 1 спр.  | 2 и 3 спр. | 2 и 3 спр. |
| --------------------- | ------- | ------- | ---------- | ---------- |
| yo                    | -ara    | -ase    | -iera      | -iese      |
| tú                    | -aras   | -ases   | -ieras     | -ieses     |
| él, ella, ello, usted | -ara    | -ase    | -iera      | -iese      |
| nosotros(-as)         | -áramos | -ásemos | -iéramos   | -iésemos   |
| vosotros(-as)         | -arais  | -aseis  | -ierais    | -ieseis    |
| ellos, ellas, ustedes | -aran   | -asen   | -ieran     | -iesen     |

|                       | hablar     | comer      | vivir      |
| --------------------- | ---------- | ---------- | ---------- |
| yo                    | hablara    | comiera    | viviera    |
| tú                    | hablaras   | comieras   | vivieras   |
| él, ella, ello, usted | hablara    | comiera    | viviera    |
| nosotros(-as)         | habláramos | comiéramos | viviéramos |
| vosotros(-as)         | hablarais  | comierais  | vivierais  |
| ellos, ellas, ustedes | hablaran   | comieran   | vivieran   |

Pretérito Imperfecto de Subjuntivo отклоняющихся и неправильных глаголов образуется от основы Pretérito Indefinido de Indicativo.

#### Futuro Simple de Subjuntivo
Futuro Simple de Subjuntivo правильных глаголов образуется путём прибавления к основе следующих окончаний:
|                       | 1 спр.  | 2 и 3 спр. |
| --------------------- | ------- | ---------- |
| yo                    | -are    | -iere      |
| tu                    | -ares   | -ieres     |
| el, ella, ello, usted | -are    | -iere      |
| nosotros(-as)         | -aremos | -ieremos   |
| vosotros(-as)         | -areis  | -iereis    |
| ellos, ellas, ustedes | -aren   | -ieren     |

|                       | hablar     | comer      | vivir      |
| --------------------- | ---------- | ---------- | ---------- |
| yo                    | hablare    | comiere    | viviere    |
| tú                    | hablares   | comieres   | vivieres   |
| él, ella, ello, usted | hablare    | comiere    | viviere    |
| nosotros(-as)         | habláremos | comiéremos | viviéremos |
| vosotros(-as)         | hablareis  | comiereis  | viviereis  |
| ellos, ellas, ustedes | hablaren   | comieren   | vivieren   |

#### Pretérito Perfecto de Subjuntivo
Pretérito Perfecto de Subjuntivo правильных глаголов образуется сочетанием вспомогательного глагола haber в Presente de Subjuntivo с причастием смыслового глагола (в форме мужского рода ед. числа):
|                       | hablar          | comer          | vivir          |
| --------------------- | --------------- | -------------- | -------------- |
| yo                    | haya hablado    | haya comido    | haya vivido    |
| tu                    | hayas hablado   | hayas comido   | hayas vivido   |
| el, ella, ello, usted | haya hablado    | haya comido    | haya vivido    |
| nosotros(-as)         | hayamos hablado | hayamos comido | hayamos vivido |
| vosotros(-as)         | hayáis hablado  | hayáis comido  | hayáis vivido  |
| ellos, ellas, ustedes | hayan hablado   | hayan comido   | hayan vivido   |

#### Pretérito Pluscuamperfecto de Subjuntivo
Pretérito Pluscuamperfecto de Subjuntivo правильных глаголов образуется сочетанием вспомогательного глагола haber в Pretétiro Imperfecto de Subjuntivo с причастием смыслового глагола (в форме мужского рода ед. числа):
|                       | hablar             | comer             | vivir             |
| --------------------- | ------------------ | ----------------- | ----------------- |
| yo                    | hubiera hablado    | hubiera comido    | hubiera vivido    |
| tu                    | hubieras hablado   | hubieras comido   | hubieras vivido   |
| el, ella, ello, usted | hubiera hablado    | hubiera comido    | hubiera vivido    |
| nosotros(-as)         | hubiéramos hablado | hubiéramos comido | hubiéramos vivido |
| vosotros(-as)         | hubierais hablado  | hubierais comido  | hubierais vivido  |
| ellos, ellas, ustedes | hubieran hablado   | hubieran comido   | hubieran vivido   |

#### Futuro Perfecto de Subjuntivo
Futuro Perfecto de Subjuntivo правильных глаголов образуется сочетанием вспомогательного глагола haber в Futuro Simple de Subjuntivo с причастием смыслового глагола (в форме мужского рода ед. числа):
|                       | hablar             | comer             | vivir             |
| --------------------- | ------------------ | ----------------- | ----------------- |
| yo                    | hubiere hablado    | hubiere comido    | hubiere vivido    |
| tu                    | hubieres hablado   | hubieres comido   | hubieres vivido   |
| el, ella, ello, usted | hubiere hablado    | hubiere comido    | hubiere vivido    |
| nosotros(-as)         | hubiéremos hablado | hubiéremos comido | hubiéremos vivido |
| vosotros(-as)         | hubiereis hablado  | hubiereis comido  | hubiereis vivido  |
| ellos, ellas, ustedes | hubieren hablado   | hubieren comido   | hubieren vivido   |

## Повелительное наклонение
Повелительное наклонение в испанском языке отличается большей сложностью чем в других романских и славянских языках. Формы повелительного наклонения испанских глаголов отличаются смешением чистого императива с субъюнктивом в зависимости от лица и числа и неодинаковы для аффирматива и негатива. Чистый императив употребляется только в аффирмативе по отношению ко 2-му лицу ед. (tú) и мн. числа (vosotros):
¡Espera! — Жди!
¡Esperad! — Ждите!
При этом повелительные формы некоторых глаголов для 2-го лица. ед. числа образуются нерегулярно: hacer > haz; tener > ten; poner > pon; ir(se) > ve(te); venir > ven; ser > sé.
В негативе, а также в аффирмативе других лиц и чисел употребляются формы субъюнктива.
Для выражения общих запретов, как и в русском языке, может употребляться инфинитив (¡No fumar!).
В некоторых случаях, для создания эффекта принуждения, подчинения, унижения или гипноза, также и индикатив:
Ahora tú entras en la sala y relajadamente, como si no hubiera pasado nada, llevas el servicio de café a los invitados, estupida. — А теперь ты идёшь в зал и спокойно, как будто ничего не случилось, подаёшь всем гостям кофе, дурочка.

## Страдательный залог
В страдательном залоге глаголы SER или ESTAR в соответствующей временной форме сочетаются с причастием смыслового глагола:
América fue descubierta el 12 de octubre de 1492. — Америка была открыта 12 октября 1492 года.

## Неличные формы глагола

### Инфинитив
Инфинитив отвечает на вопрос «что делать?» (говорить, есть, жить и др.)
Например: Hablar, comer, vivir.
В инфинитиве глаголы имеют окончания -ar -er -ir, в зависимости от 1, 2 или 3 спряжения соответственно.
Местоимение возвратных глаголов в инфинитиве изменяется по лицам: antes de levantarme (перед тем, как мне встать).
Сложный инфинитив образуется с помощью вспомогательного глагола haber и причастия и обозначает действие, совершенное в прошлом: Siento no haber venido ayer — Я сожалею, что не пришел вчера.

### Субстантивация инфинитива
Инфинитив в испанском языке может легко субстантивироваться, то есть превращаться в абстрактное существительное, обозначающее аналогичное действие. В таком случае к нему может добавляться детерминант мужского рода (el, este):
¿Hasta cuándo podemos seguir en este ir y venir? (García Márquez, El amor en los tiempo del cólera)
В некоторых случаях артикли опускаются: Saber es poder. — Знание — сила (букв. Знать это уметь.)

#### Инфинитивные обороты
ir + a + infinitivo — обозначает будущее время: Dentro de 20 años voy a jubilarme.
acabar + por + infinitivo — обозначает конечный (часто вынужденный или нежелательный) итог в цепочке предшествоваших ему действий направленныx на достижение иного результата: Acabó por salir — Он в итоге вышел. Закончилось всё тем что он вышел. 
acabar + de + infinitivo — обозначает действие, которое только что завершилось: Acabo de desayunar — Я только что позавтракал(а).
tener + que + infinitivo — быть должным, обязанным (самая часто употребляемая из конструкций): Ahora tengo que partir.
llegar + a + infinitivo — суметь сделать, в конечном счёте сделать что-то: Llegó a escribir cinco libros.
hay + que + infinitivo — надо (безличная форма): Hay que trabajar mucho.
ponerse + a + infinitivo — начинать что-то делать, приниматься за какую-то работу: Se puso a llorar.
echar + a + infinitivo — начинать (используется с глаголами движения: correr, andar etc.)
echarse + a + infinitivo — начинать (не используется с глаголами движения)
romper + a + infinitivo — начинаться (более интенсивный оттенок, чем у предыдущих конструкций)
volver (tornar (менее употреб.)+ a + infinitivo — снова что-то сделать: Espero que esto no se vuelva a repetir. No te quiero volver a ver.
empezar + a + infinitvo — начинать
dejar + de + infinitivo — заканчивать, прекращать, завязывать с чем-то
soler + a + infinitivo — иметь обыкновение что-то делать
acostumbrarse + a + infinitivo — привыкать к чему
limitarse + a + infinitivo — ограничиться чем-то; довольствоваться чем-то
al + infinitivo — обозначает действие, одновременное или непосредственно следующее за основным: al entrar en casa colgó el abrigo en la percha

### Причастие
hablar — hablado — сказанный
comer — comido — съеденный
vivir — vivido — прожитый
Причастие глаголов на -ar оканчивается на -ado, глаголов на-er и -ir- — на -ido. Причастие согласуется с именем существительным в роде и числе: las lenguas habladas — живые языки.

#### Исключения
| глагол   | причастие |
| -------- | --------- |
| abrir    | abierto   |
| cubrir   | cubierto  |
| decir    | dicho     |
| escribir | escrito   |
| hacer    | hecho     |
| morir    | muerto    |
| poner    | puesto    |
| resolver | resuelto  |
| romper   | roto      |
| ver      | visto     |
| volver   | vuelto    |

### Герундий
Герундий бывает двух видов: простой и сложный.
1. Простой герундий.
cantar — cantando
beber — bebiendo
escribir — escribiendo
Герундий глаголов на -ar заканчивается на -ando, глаголов на -er, -ir — на -iendo.
Неправильные формы герундия:
pedir → pidiendo
venir → viniendo
dormir → durmiendo
poder → pudiendo и др.
Герундий не изменяется по родам и числам.
Чтобы сделать герундий отрицательным, следует воспользоваться конструкцией: sin + инфинитив.
Sin hablar
Sin comer
Sin vivir
2. Сложный герундий
Образуется путём конструкции: Habiendo + причастие
Чтобы сделать герундий отрицательным, можно использовать конструкцию sin + инфинитив:
mirando — sin mirar, comiendo — sin comer
Llevo dos días comiendo — Llevo dos días sin comer

#### Конструкции с герундием
Estar + gerundio — выражает действие, происходящее в данный момент
ir + gerundio — выражает развитие действия от начала и в будущее
venir + gerundio — выражает развитие действия от определённо момента в прошлом к настоящему
seguir (continuar) + gerundio — продолжать что-то делать (если после seguir идет глагол, то он может быть только в форме герундия). Tienes que seguir trabajando.
quedar + gerundio – оставаться что-либо делать(например,остаться жить в стране).

## Глагольные перифразы
Перифразы — это аналитические конструкции с глаголом, значения которых отличается от суммы значений их компонентов (volvió a comer означает не «он вернулся поесть», а «он снова поел»). Большинство перифраз восполняет отсутствие грамматикализованной категории вида и передает разные аспектуальные характеристики глагола (начало или конец, длительность, актуальность действия).
Исторически, процессы формальной стандартизации испанского языка затрагивали в первую очередь фонетику, орфографию и орфоэпию и практически не касались грамматики, синтаксиса и морфологии. Эти послабления способствовали развитию и закреплению в языке перифраз настоящего, прошедшего и будущего времени, которые помогают передать видовой характер глагола, а также точно описать действия происходящие в момент речи в прошлом, настоящем и будущем. Основная модель образования перифраз имеет аналитический характер:
Estaba comiendo cuando me llamaron. — я ел когда мне позвонили (при comí ayer a las cinco — я поел вчера в 5; comía en aquel restaurante cuando vivía en Сaracas — я обычно питался в том ресторане когда жил в Каракасе).
Estoy trabajando. — я за работой/я сейчас работаю/я в процессе работы (при trabajo los lunes — я работаю по понедельникам)
Estaré pensando. — я задумаюсь/я буду думать/ (при pensaré — я подумаю)
He estado pensando. — я по-прежнему над этим думаю/я над этим долго думал и… (при he pensado — я тут вот подумал)
Стоит отметить что несмотря на то что отдельные перифразы испанского глагола по структуре идентичны аналогичным временам английского глагола и употребляются в речи так же широко, от английских эквивалентов их по-прежнему отличает меньшая степень грамматикализации. Другими словами, они употребляются факультативно, а не в обязательном порядкe. В результате, в испанском вопрос Qué estás haciendo aquí? можно заменить на ¿Qué haces aquí?, в то время как в английском вопросы What do you do? и What are you doing? имеют абсолютно разные значения и не являются взаимозаменяемыми.

## Безличные и неопределённо-личные конструкции
Как и в русском языке, в испанском широко распространены неопределённо-личные формы глагола по той же модели: возвратное местоимение 3-го лица ед. или мн. числа + глагол в 3-го лица ед. или мн. числа.
Например:
Aproximadamente, el 60 % de las clases de nuestras universidades se dan en catalán. — Приблизительно 60 % занятий проводятся на каталонском.
Yo decido qué se hace aquí. — Я решаю, что здесь делается.
¿Qué herramienta se utiliza para medir la masa? — Какой прибор используется для измерения массы?